# Портрет поэта Сабартеса
Портре́т поэта Сабарте́са написан Пабло Пикассо в 1901 году. В настоящее время хранится в Государственном музее изобразительных искусств имени А. С. Пушкина, инвентарный номер Ж-3317.

## История
Испанского скульптора и поэта Х. Сабартеса, своего друга, Пикассо запечатлел кистью и карандашом восемь раз. Этот портрет был написан в Париже осенью 1901 года. Вот что сообщал о нём Сабартес в воспоминаниях:

«Пикассо написал меня таким, каким увидел в кафе. Холст стоял лицом к стене, когда я приехал. Ставя его на мольберт, я был поражён, увидев себя таким, каким он поймал меня в какое-то мимолётное мгновение моей разнообразной жизни. Я смотрю, пристально смотрю на холст и объясняю себе то, чем я внушил беспокойство моему другу: это спектр моего одиночества, видимый снаружи, мой взгляд растворяется по тьме, которую я не могу пронзить, моя мысль ускользает; мысль и взгляд соединяются в пустоте, чтобы потеряться там, потому, что мой взгляд — взгляд близорукого человека, и мысль моя не может этого преодолеть…
Это полотно, написанное в начале голубого периода, некоторое время находилось в мастерской на улице Клиши, затем переходило из рук в руки, чтобы в конце концов остаться у Щукина; часто репродуцируемое, оно иногда называется „Le bock“ („Кружка пива“)… Я, не любящий видеть себя ни в зеркале, ни на фотографии, люблю смотреть на этот портрет… Это первый из моих портретов в технике масляной живописи».

Портрет, написанный в начале голубого периода, колористически ещё сохраняет связь с предшествующим: кроме господствующих холодных сине-голубых тонов, в картине местами просвечивает тёплый красноватый подмалёвок, от которого художник откажется в более поздних «голубых произведениях». Техника письма значительно пастознее, чем в последующих работах голубого периода.
Рентгенологическое исследование показало, что Пикассо использовал для работы над портретом один из своих старых холстов с изображением сидящего ребёнка.

## Провенанс
- Галерея Канвейлера;
- с 1910 (?) — собрание С. И. Щукина;
- с 1918 — ПМНЗЖ;
- с 1923 — ГМНЗИ;
- с 1948 — ГМИИ.

## Первые выставки
- 1955, ГМИИ, кат. с. 50;
- 1956, Эрмитаж, кат. с. 46;
- 1966—1967, Париж, № 10.